# Guerrilla (album)
Guerrilla je třetí studiové album velšské rockové skupiny Super Furry Animals. Vydalo jej v červnu roku 1999 hudební vydavatelství Creation Records a jeho producenty byli členové kapely. Album získalo několik ocenění. V hitparádě UK Albums Chart se dostalo na desátou příčku, časopis Melody Maker jej zařadil na třetí místo nejlepších alb roku 1999 a do podobného žebříčku jej zařadilo několik dalších magazínů.

## Seznam skladeb
| Pořadí | Název                                    | Délka |
| ------ | ---------------------------------------- | ----- |
| 0.     | The Citizen's Band (skrytá skladba)      | 4:52  |
| 1.     | Check It Out                             | 1:27  |
| 2.     | Do or Die                                | 1:59  |
| 3.     | The Turning Tide                         | 2:50  |
| 4.     | Northern Lites                           | 3:30  |
| 5.     | Night Vision                             | 4:41  |
| 6.     | Wherever I Lay My Phone (That's My Home) | 5:25  |
| 7.     | A Specific Ocean                         | 0:52  |
| 8.     | Some Things Come from Nothing            | 5:54  |
| 9.     | The Door to This House Remains Open      | 4:17  |
| 10.    | The Teacher                              | 2:31  |
| 11.    | Fire in My Heart                         | 2:46  |
| 12.    | The Sound of Life Today                  | 0:22  |
| 13.    | Chewing Chewing Gum                      | 4:49  |
| 14.    | Keep the Cosmic Trigger Happy            | 10:31 |

## Obsazení
Super Furry Animals
- Gruff Rhys – zpěv, kytara, klávesy
- Huw Bunford – kytara, sampler, doprovodné vokály
- Guto Pryce – baskytara
- Cian Ciaran – klávesy, bicí, kytara, doprovodné vokály
- Dafydd Ieuan – bicí, perkuse, doprovodné vokály

Ostatní hudebníci
- Marcus Holdaway – violoncello
- Katie Wilkinson – viola
- Jaqueline Norrie – housle
- Julia Singleton – housle
- Steve Waterman – trubka
- A D Gibson – trubka
- Andrew Robinson – pozoun
- Euros Wyn – flétna
- Kris Jenkins – perkuse